# RN8 (Benin)
Die RN8 ist eine Fernstraße in Benin, die in Djougou beginnt und in Banikoara endet. Sie ist 212 Kilometer lang.
Die Fernstraße beginnt in Djougou an der Ausfahrt der RNIE3 und in Banikoara an der Zufahrt zu der RNIE7 endet. 